# Marcela Lagarde
María Marcela Lagarde y de los Ríos (Ciudad de México, 30 de diciembre de 1948), conocida como Marcela Lagarde, es una política, académica, antropóloga e investigadora mexicana, especializada en etnología y representante del feminismo latinoamericano. El feminismo, según Lagarde, constituye una afirmación intelectual, teórica y jurídica de concepciones del mundo, modificaciones de hechos, relaciones e instituciones. Es la creadora de la categoría antropológica y jurídica feminicidio.
Asociada fundadora de la Red de Investigadoras por la Vida y la Libertad de las Mujeres. Es uno de los mayores referentes del feminismo en Latinoamérica. Activista y teórica, se ha dedicado al estudio antropológico de la condición femenina, ha realizado diversas publicaciones, tratando temas como el cautiverio, cuidado, sexualidad, amor, poder, trabajo, violencia, subjetividad, religión, derecho, maternidad, sororidad, etc. Es autora de numerosos artículos y libros sobre estudios de género, feminismo, desarrollo humano y democracia, poder y autonomía de las mujeres, etcétera.

## Trayectoria
Fue catedrática de la Universidad Nacional Autónoma de México. En su juventud, Marcela Lagarde fue militante del Partido Comunista Mexicano, del Partido Socialista Unificado de México y del Partido Mexicano Socialista. Se presentó a las elecciones como candidata independiente en las listas del Partido de la Revolución Democrática (PRD) y fue elegida diputada en el Congreso Federal mexicano entre 2003 y 2006. Durante la legislatura destacó su trabajo a favor de los derechos de las mujeres.
Retomó el constructo teórico de 'feminicide' (feminicidio) («el asesinato de las mujeres 'por el solo hecho de ser mujeres'» en sociedades supuestamente patriarcales, propuesto en la década de los noventa por feministas radicales como Dianna Russell, Jill Radford, Katherine MacKinnon y Andrea Dworkin) para describir la situación de vulnerabilidad de las mujeres en Ciudad Juárez, México (Muertas de Juárez) y logró la creación de una Comisión Especial de Feminicidio en el Congreso para investigarla. Dirigió la Investigación Diagnóstica sobre Violencia Feminicida en la República Mexicana, por la cual se descubrió que el feminicidio no es exclusivo de Ciudad Juárez. 
Promovió el delito de Feminicidio en el Código Penal Federal y de la Ley General de Acceso de las Mujeres a Una Vida Libre de Violencia, ley vigente en México desde el 2 de febrero de 2007.
El título de su tesis doctoral es Los cautiverios de las mujeres: madresposas, monjas, putas, presas y locas.
Durante su legislatura, sus logros más importantes fueron el impulso a la Ley General de Acceso para las Mujeres a una Vida Libre de Violencia y la promoción de  la tipificación del delito de feminicidio a raíz de los asesinatos en Ciudad Juárez, que gracias a su impacto mediático propició llevarlo al Parlamento. Impulsó la Ley de Protección de los Derechos de Niñas, Niños y Adolescentes, la Ley Federal para Prevenir y Eliminar la Discriminación, la Ley para Prevenir y Sancionar la Trata de Personas y la Ley General para la Igualdad entre Mujeres y Hombres.
Participó como perito en el caso Campo Algodonero, en el que la Corte Interamericana de Derechos Humanos juzgó varios asesinatos en Ciudad Juárez, quien junto con 70 colaboradoras, elaboró la metodología adecuada para analizar los asesinatos excluyendo prejuicios y enfatizando las circunstancias que sustentan la violencia extrema.
Fue Presidenta de la Comisión Carta de Derechos en la Asamblea Constituyente que redactó la actual Constitución Política de la Ciudad de México.
Recibió por parte de la Universidad de Colima el doctorado honoris causa en septiembre del 2019.
Su obra más reciente se titula "Claves feministas para el autoestima de las mujeres" que fue presentado el 18 de febrero del 2021 en la feria del libro del Palacio de la Minería.

## Reconocimientos
El 28 de octubre de 2010 recibió la Medalla al Mérito Ciudadano otorgada por la V Legislatura de la Asamblea Legislativa del Distrito Federal.
En 2021 recibió la Medalla Sor Juana Inés de la Cruz, otorgado por  la Cámara de Diputados de México.
En 2024 la Universidad de Guanajuato le otorgó el doctorado honoris causa, siendo la primera mujer en recibirlo por parte de esta Universidad.